# Щербатов, Владимир Алексеевич
Князь Влади́мир Алексе́евич Щерба́тов (27 марта 1826—1888) — секретарь русской миссии в Штутгарте, действительный статский советник, саратовский губернский предводитель дворянства, саратовский губернатор.

## Биография
Отец — Алексей Григорьевич Щербатов (1776—1848) — генерал от инфантерии, генерал-адъютант из князей Щербатовы, московский градоначальник. Мать — княгиня София Степановна Щербатова, урождённая Апраксина (1798—1885) — фрейлина двора, статс-дама, благотворительница, кавалерственная дама.
В 1850—1855 — секретарь русской миссии в Штутгарте, столице германского государства Вюртемберг.
В 1851 году женился на Марии Афанасьевне Столыпиной и получил за ней приданое в виде особняка в Саратове, на углу Крапивной и Александровской улиц, где он жил с семьей с 1856 года после окончания службы за границей.
В 1856 году — камер-юнкер, надворный советник, попечитель Саратовской мужской гимназии.
В 1858—1862 — Саратовский губернский предводитель дворянства
Высочайшим указом от 27 мая 1863 года назначен саратовским губернатором, действительный статский советник
Открыл первое в Саратовской губернии земское собрание, положив начало деятельности саратовского земства (25 мая 1866).
При содействии и непосредственном участии князя был открыт и начал работать институт мировых судей (1868).
В мае 1869 года вышел в отставку. В 1870 году был пожалован придворным званием «в должности гофмейстера».
Умер в 1888 году в Женеве. Похоронен в Новодевичьем монастыре.

## Награды
Кавалер орденов:
- Св. Анны 3-й ст. (1855)
- Св. Станислава 2-й ст. с императорской короной (1857)
- Св. Станислава 1-й ст. (1866)
- Св. Анны 1-й ст. (1868)
- орден Вюртембергской короны (1855)

## Семья

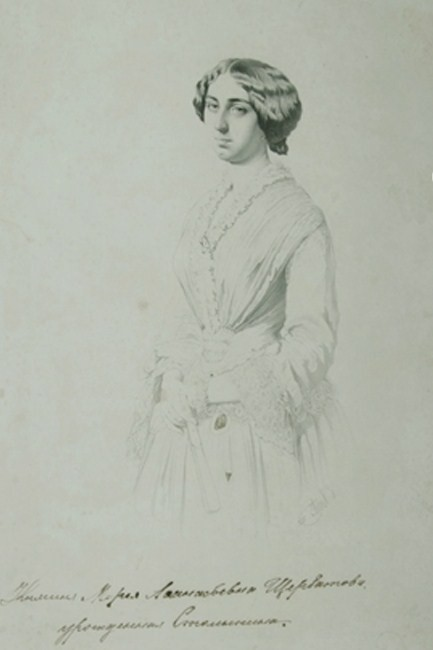
Княгиня Мария Афанасьевна Щербатова, ур. Столыпина

Женат (с 1851) на Марии Афанасьевне урождённой Столыпиной (1832—1901), дочь Афанасия Алексеевича Столыпина саратовского губернского предводителя дворянства, двоюродного деда и опекуна поэта М. Ю. Лермонтова и Марии Александровны урождённой Устиновой. Погребена в Новодевичьем монастыре.
Дети:
- Мария Владимировна (1864—1921) — вышла замуж за Андрея Михайловича Каткова (1863—1915), подольского уездного предводителя дворянства (1899—1915), действительного статского советника.